# Сагро-ди-Санта-Джулия
Сагро-ди-Санта-Джулия (фр. Sagro-di-Santa-Giulia) — упразднённый кантон во Франции, находился в регионе Корсика, департамент Верхняя Корсика. Входил в состав округа Бастия.
Всего в кантон Сагро-ди-Санта-Джулия входило 8 коммун, из них главной коммуной являлась Брандо. 22 марта 2015 года коммуны перешли в состав нового кантона Кап-Корс.

## Коммуны кантона
| Коммуна              | Население, чел. (1999) | Почтовый индекс | Код INSEE |
| -------------------- | ---------------------- | --------------- | --------- |
| Брандо               | 1 527                  | 20222           | 2B043     |
| Канари               | 323                    | 20217           | 2B058     |
| Нонца                | 67                     | 20217           | 2B178     |
| Олькани              | 55                     | 20217           | 2B184     |
| Ольмета-ди-Капокорсо | 112                    | 20217           | 2B187     |
| Ольястро             | 96                     | 20217           | 2B183     |
| Пьетракорбара        | 433                    | 20233           | 2B224     |
| Сиско                | 743                    | 20233           | 2B281     |

## Население
Население кантона на 2008 год составляло 3758 человек.
| 1962 | 1968 | 1975 | 1982 | 1990 | 1999 | 2006 | 2007 | 2008 |
| ---- | ---- | ---- | ---- | ---- | ---- | ---- | ---- | ---- |
| 2801 | 3105 | 2738 | 2801 | 2937 | 3356 | —    | —    | 3758 |